# اس‌اس چناب
اس‌اس چناب (به انگلیسی: SS Chenab) یک کشتی بود. این کشتی در سال ۱۹۱۱ ساخته شد.